# KADIST
Pour l’article ayant un titre homophone, voir CADIST.
 (janvier 2025).

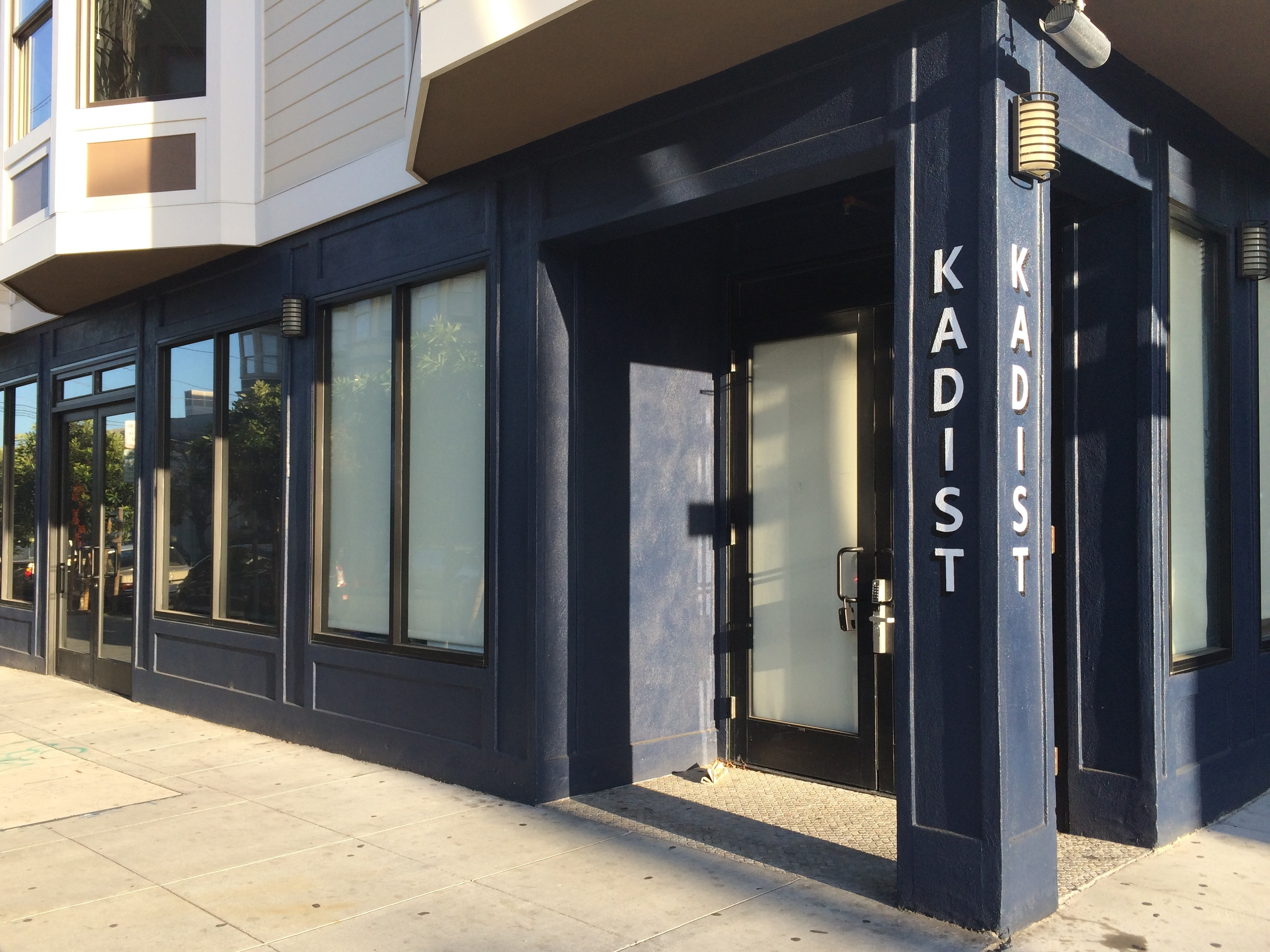
KADIST Art Foundation, San Francisco

KADIST est une organisation interdisciplinaire d'art contemporain avec une collection d'art contemporain internationale. KADIST reçoit également des artistes en résidence et présente des expositions, des publications et des événements publics. La première galerie fut ouverte à Paris par Vincent Worms, partenaire de Partech International et descendant de la famille Worms et Sandra Terdjman, en 2001 soutenus par Jeremy Lewison, Rozenn Prat, et Jean-Marc Prevost puis à San Francisco en 2011.

## Parcours
Ils ont reçu Ryan Gander, Danh Vo, Francis Alÿs et Roman Ondàket coproduit les travaux : Klau Mich de Dora Garcia et Muster de Clemens von Wedemeyer à la documenta 2013. Ils ont eu en résidence Young-Hae Chang Heavy Industries, la librairie Ooga Booga et les publications White Fungus, Nero et Fillip.
La collection parisienne inclut Akram Zaatari, Carlos Amorales, Charles Avery, Eleanor Antin (100 Boots), Francis Alÿs, Diane Arbus, Eric Baudelaire, Olaf Breuning, Raphaël Zarka, Yto Barrada, Yael Bartana, Guy Ben-Ner, Abraham Cruzvillegas, Chung and Maeda, Martin Creed, Tacita Dean et Claire Fontaine.
La collection A3, spécialisée en Art Asiatique est dirigée chez KADIST par Hou Hanru et inclut les artistes : Shilpa Gupta, Dinh Q. Lê, Shahzia Sikander, Apichatpong Weerasethakul, Adrian Wong, Yan Xing, Haegue Yang et Young-Hae Chang Heavy Industries.
La collection Video Americas, spécialisée en Art Américain, est dirigée chez KADIST par Tony Labat et inclut les artistes : Alexandre Arrechea, Miguel Calderon, Liz Cohen, Brody Condon, Sergio De La Torre, Felipe Dulzaides, Kate Gilmore, Michelle Handelman, Lynn Hershman Leeson, George Kuchar, Euan Macdonald et Tony Oursler.
La collection 101 tient son nom de la Route 101 est dirigée chez KADIST par Jens Hoffmann et inclut les artistes : Doug Aitken, Eleanor Antin, Edgar Arceneaux, John Baldessari, Stephen Beal, Larry Bell, Wallace Berman, Walead Beshty, Luke Butler, Tammy Rae Carland, Judy Chicago, Bruce Conner, Trisha Donnelly, Nathaniel Dorsky, Stan Douglas, Geoffrey Farmer, Harrell Fletcher, Futurefarmers, Piero Golia, Rodney Graham, Mark Grotjahn, John Gutman, Karl Haendel, Werner Herzog, Todd Hido, Colter Jacobsen, Chris Johanson, Brian Jungen, Mike Kelley, Edward Kienholz, Paul Kos, Ellen Lesperance, Sharon Lockhart, Daniel Joseph Martinez, Paul McCarthy, John McCracken, Barry McGee, Catherine Opie, Raymond Pettibon, Charles Ray, Allen Ruppersberg, Ed Ruscha, Allan Sekula, Ron Terada, Diana Thater, Hank Willis Thomas, Mungo Thomson, Jeffrey Valance, Jeff Wall, Ian Wallace, James Welling, Jennifer West et Natasha Wheat.
La collection El Sur crée en 2010 inclut les artistes : Allora & Calzadilla, Francis Alÿs, Carlos Amorales, Yoan Capote, Abraham Cruzvillegas, Dr. Lakra, Cildo Meireles, Tina Modotti, Gabriel Orozco, Pedro Reyes et Diego Rivera.
KADIST est cofondateur du Réseau Nord d'art contemporain de Paris.